# Physochlaina

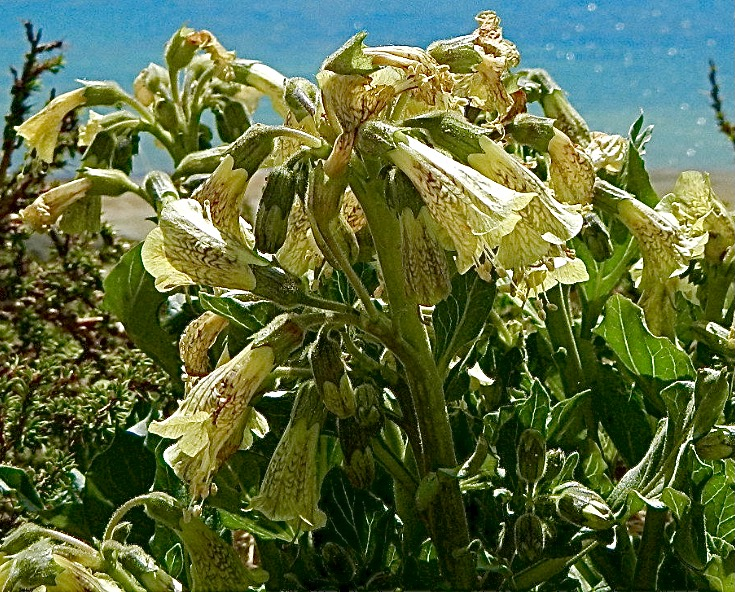
Physochlaina praealta

Physochlaina  es un género de plantas con flores perteneciente a la subfamilia Solanoideae, incluida en la familia de las solanáceas (Solanaceae). Comprende alrededor de 11 especies nativas de Eurasia.

## Descripción
Son hierbas perennes con gruesas raíces rozomatosas, tallos erectos y muy ramificados. Las hojas son enteras, con márgenes ondulados o algo dentados. Inflorescencias axilares o terminales que surgen en panículas o umbelas de muchas florecillas normalmente pendunculadas. El fruto es una cápsula dehiscente oblonga o globosa que contiene numerosas semillas.

## Taxonomía
El género fue descrito por George Don y publicado en A General History of the Dichlamydeous Plants, vol. 4, p. 470, 1838. La especie tipo es: Physochlaina physaloides

## Especies
- Physochlaina capitata
- Physochlaina infundibuliaris
- Physochlaina macrocalyx
- Physochlaina macrophylla
- Physochlaina physaloides
- Physochlaina praealta